# CD 312
Die Baureihe CD 312 sind Güterzuglokomotiven, die dem britischen Eisenbahnleasingunternehmen Beacon Rail Leasing, seit Juli 2020 Beacon, gehören. Die Serie besteht aus sechs Fahrzeugen, die aus der Serie Vossloh Euro 4000 stammen.

## Geschichte
Beacon Rail Leasing wurde 2009 als Tochtergesellschaft der BTMU Capital Corporation gegründet und konzentriert sich auf das Leasing von Schienenfahrzeugen in den USA, Großbritannien und dem europäischen Kontinent.
Zum Start von Beacon Rail Leasing wurden im Januar 2009 die ersten sechs Vossloh Euro 4000-Lokomotiven mit den Fabriknummern 2556 bis 2561 bestellt. Die Serie wurde sofort vermietet und bis Juni 2010 wurden alle sechs Einheiten nach Norwegen an CargoNet ausgeliefert. Sie sind für Dienstleistungen in Schweden und Norwegen geeignet. In Norwegen haben die Lokomotiven zudem die interne Bezeichnung Di 12. Mit den Lokomotiven werden hauptsächlich Güterzüge auf der Nordlandsbane befördert. Sie ersetzten die zuvor eingesetzten Lokomotiven der Baureihe CD 66. 
Alle Lokomotiven wurden mit Schraubenkupplung ausgeliefert. Inzwischen wurden die Lokomotiven 312 003 und 312 005 mit automatischer Mittelpufferkupplung ausgestattet.

## Unfall
Am 7. Dezember 2019 stieß 312 005 mit einem Bagger in Storforshei, der bei Arbeiten an der Nordlandsbane in Rana eingesetzt war, zusammen. Der Fahrer des Baggers starb. Am 9. Juli 2020 wurde die Lokomotive bei Mantena in Hamar aufgearbeitet.